# Villa Bellevue (Le Mont-Saint-Michel)
La Villa Bellevue est un monument situé au Mont-Saint-Michel, en France.

## Localisation
La maison est située dans le département français de la Manche, sur la commune du Mont-Saint-Michel. 

## Historique
L'édifice est daté de 1913.
L'édifice est classé au titre des monuments historiques depuis le 12 septembre 1931.

## Architecture
La villa est de style néo-gothique.